# أوستوالد
أوستوالد (بالفرنسية: Ostwald, Bas-Rhin) هي بلدية تقع في إقليم الراين الأسفل من منطقة ألزاس في شمال شرق فرنسا. تبلغ مساحة هذه المدينة 7.11 (كم²)، وترتفع عن سطح البحر 140 م، يبلغ عدد سكانها 10795 نسمة حسب إحصاء المعهد الوطني للإحصاء والدراسات الاقتصادية سنة 2009 م. وترأس Danielle Meyer-Traber البلدية خلال فترة (2001 - 2008).

## وصلات خارجية
- صفحة البلدية على موقع المعهد الوطني للإحصاء والدراسات الاقتصادية (بالفرنسية)